# Bataille de Dungeness
Pour les articles homonymes, voir Dungeness.
Première guerre anglo-néerlandaise
Batailles
- Douvres
- Plymouth
- Elbe
- Kentish Knock
- Dungeness
- Portland
- Livourne
- Gabbard
- Schéveningue

La bataille de Dungeness a lieu le 10 décembre 1652 (le 30 novembre selon le calendrier julien en usage alors en Angleterre) au large du cap Dungeness (Kent), pendant la première guerre anglo-néerlandaise.

## Contexte
En octobre 1652, le gouvernement anglais, croyant à tort qu'après leur défaite à la bataille de Kentish Knock les Provinces-Unies, devraient s'abstenir de faire ressortir une flotte si tard dans la saison, envoie vingt navires en Méditerranée. Cela ne laisse à Blake que 42 navires pour contrôler la mer du Nord et la Manche. Pendant ce temps les Néerlandais font de gros efforts pour réparer et renforcer leur flotte.
Le 1er décembre après la défaite du vice-amiral Witte de With, le lieutenant-amiral Maarten Tromp, prend le commandement de la flotte des Provinces-Unies qui quitte Hellevoetsluis avec 88 navires et de 5 boutefeux, escortant un immense convoi à destination des Indes.
Avec le passage de la Manche, Maarten Tromp fait demi-tour à la recherche des Anglais qu'il rencontre le 9 décembre.

## La bataille
Ce jour-là, le mauvais temps empêche toute action, mais le lendemain Robert Blake engage le combat et vers 15 heures, les deux flottes s'affrontent dans un feu d'artifice de boulets et de poudre (selon un témoignage contemporain).
Un fort vent de Nord-Est empêche une grande partie de la flotte néerlandaise de livrer bataille, mais à la tombée de la nuit Blake a déjà perdu 5 navires dont 2 capturés par les Hollandais et plusieurs autres sont sévèrement endommagés.
Sous le couvert des ténèbres Blake se replie à son ancrage dans les Downs.

## Conséquences
Tromp n'est guère satisfait du résultat car les Hollandais ont manqué l'occasion d'annihiler la flotte anglaise, mais cette victoire lui donne temporairement le contrôle de la Manche et la libre circulation des navires marchands.
Durant l'hiver, Blake fait réparer la flotte, passe en revue les techniques de combats navals et écrit son fameux traité d'Instructions de Navigation et de Combat (Sailing and Fighting Instructions), qu'il fournit à ses commandants en 1653 et dans lequel il décrit précisément la technique de la ligne de bataille.
Dès février, les Anglais sont de nouveaux prêts à contester la maîtrise de la mer aux Néerlandais, ce qui se traduit par les trois jours de la bataille de Portland.

## Sources
- (en) Cet article est partiellement ou en totalité issu de l’article de Wikipédia en anglais intitulé « Battle of Dungeness » (voir la liste des auteurs).